# Charles Chaulieu
Charles Chaulieu (París, 21 de diciembre de 1788 - Londres, 1849) fue un pianista y crítico musical francés.

## Biografía
Estudió en el Conservatorio de su ciudad nativa, donde recibió lecciones de Louis Adam de piano y de Charles Simon Catel de composición, y se dedicó a la enseñanza siendo profesor de piano. Escribió numerosos artículos en la revista de música Le Pianiste. Escribió una serie de obras educativas sobre música y compuso romances y sonatas para piano, así como arreglos para piano de arias de ópera, que fueron publicados por Henry Lemoine.
Aproximadamente desde 1840 vivió en Londres, donde murió el 19 de abril de 1849.